# Stelis wendtii
Stelis wendtii là một loài thực vật có hoa trong họ Lan. Loài này được Solano mô tả khoa học đầu tiên năm 2000.